# Jean-Claude Miche
Jean-Claude Miche, né le 9 août 1805 à Bruyères (Vosges) et mort le 1er décembre 1873 à Saïgon, est un missionnaire français qui fut vicaire apostolique du Cambodge et missionnaire en Cochinchine.

## Biographie

### Premières années
Jean-Claude Miche naît dans les Vosges dans une famille nombreuse de cultivateurs et grandit dans une période de reconstruction du catholicisme français après les persécutions de la Révolution. Un de ses frères, Joseph, sera prêtre. Il poursuit ses études au collège épiscopal de Senaide, puis au grand séminaire de Foucharupt. Il est ordonné prêtre le 15 juin 1830 à Saint-Dié. Il est nommé vicaire à Moyenmoutier où son frère Joseph est curé, puis deux ans plus tard à Fraize. Il entre donc déjà prêtre au séminaire des Missions étrangères de Paris en septembre 1835 et reçoit une formation rapide en géographie, en missiologie et en théologie morale.
Il s'embarque pour la Cochinchine le 27 février 1836 pour un long voyage qui dure à cette époque six mois. Il ne peut se rendre directement en Cochinchine qui est sous l'empire des Nguyen qui règnent en Annam à Hué et qui interdisent la religion catholique. Une période de persécutions est inaugurée en 1833 par l'empereur Minh Mang. Jean-Claude Miche réside donc temporairement au collège général de Penang où il apprend la langue annamite. Il décide ensuite de passer par Bangkok (où le roi Rama III vient d'autoriser l'arrivée des missionnaires) vers le Cambodge. Il y arrive en novembre 1838 à Battambang avec un autre missionnaire, Pierre Duclos. Ils en partent en janvier 1840 à cause d'une rébellion contre la suzeraineté de l'Annam et arrivent à Bangkok le 2 février suivant, puis de là au collège de Penang qui regroupe une quarantaine d'élèves.

### Retour en Cochinchine  et arrestation
Lorsque le 31 juillet 1840 le vicaire apostolique de Cochinchine, Mgr Taberd, meurt, il n'y a plus qu'un seul missionnaire (qui meurt en décembre 1841) dans cette contrée dangereuse et le coadjuteur, Mgr Étienne Cuenot (futur saint martyr), avec quelques prêtres locaux. Il se met donc en route avec deux autres missionnaires (Pierre Duclos et Chamaison) et cinq élèves cochinchinois et arrivent en Cochinchine par bateau le 19 juin 1841. Il est nommé provicaire en arrivant à Go-thi. En 1841, Dominique Lefèbvre est nommé et sacré coadjuteur. En février 1842, alors que Pierre Duclos et Jean-Claude Miche déguisés en marchands avec une caravane de seize personnes explorent les montagnes restées païennes des tribus Banhars à l'ouest de la Cochinchine, ils sont arrêtés et emmenés à Phu-yen au sud de Go-thi. Après avoir été battus au cours d'interrogatoires, les deux missionnaires sont transférés à Hué deux mois et demi plus tard, où ils retrouvent trois missionnaires du Tonkin dans leur cachot et connaissent le supplice du rotin. Ils sont condamnés à mort. L'empereur Thieû Tri décide de surseoir à l'exécution lorsque, le 25 février 1843, la corvette française l'Héroïne - commandée par Favin-Lévêque - entre dans le port de Tourane (aujourd'hui Danang). Favin-Lévêque envoie un ultimatum au premier ministre et beau-père de l'empereur, le mandarin Ong-Qué. Les cinq prisonniers sont libérés le 12 mars. Duclos et Miche sont débarqués à Singapour, les autres regagnent la France.

### Au Cambodge
Après quelque temps, Jean-Claude Miche regagne clandestinement Lai-Thieu, près de Saïgon, où il vit caché. En 1844, le vicariat de Cochinchine est partagé et la Cochinchine occidentale (confiée à Mgr Lefèbvre) est érigée. En 1847, Jean-Claude Miche est sacré évêque in partibus de Dausara (de) par Mgr Lefèbvre et chargé de la partie cambodgienne du vicariat. En 1848, le roi Ang Duong l'autorise à occuper à Thonol le domaine d'une ancienne chrétienté. Mgr Miche s'y installe et la nomme Ponhéalu (Pinhalu). Avec les deux missions de Ponhéalu et Battambang ce territoire regroupe six cents catholiques et quatre autres missionnaires. Il visite et évangélise des villages des bords du Mékong, fonde une communauté d'Amantes de la Croix. C'est l'un des premiers à visiter les ruines d'Angkor en 1850.
Cette même année, le Saint-Siège détache le Cambodge et l'actuel Laos du vicariat de la Cochinchine occidentale et décide d'y mettre Jean-Claude Miche (contre son gré) à sa tête. L'évangélisation de tribus du Laos est un échec car les quelques convertis apostasient aussitôt et les missionnaires envoyés meurent de maladie. Les résultats au Cambodge sont minces, ne dépassant pas en une dizaine d'années le millier de convertis, souvent des esclaves rachetés.
En 1858, le persécutions redoublent en Cochinchine ce qui aboutit à des expéditions navales françaises et britanniques et au siège de Tourane. Finalement, le traité de Saïgon du 5 juin 1862 ouvre trois ports, dont Tourane, au commerce français et garantit la liberté religieuse aux missionnaires et aux catholiques.
Après la mort du roi de Siam, une guerre civile éclate au Cambodge, où finalement le roi Norodom est couronné. Ce dernieer accepte le protectorat français en 1863, traité pour lequel Monseigneur Miche sert d'intermédiaire.

### Vicaire apostolique de Cochinchine occidentale
Après la démission de Mgr Lefèbvre en 1864, Mgr Miche est nommé vicaire apostolique de Cochinchine occidentale, où les conversions - contrairement au Cambodge - se font en masse. Ses vues de détacher une partie de la Cochinchine occidentale en faveur du Cambodge (qui le revendique) ne sont pas partagées par le gouvernement français soucieux d'apaisement.
Il passe ses dernières années à inviter des congrégations françaises dans son vicariat pour y ouvrir des hôpitaux, des écoles, des orphelinats et des couvents. Il rédige en vietnamien, à l'intention des futurs prêcheurs, « Le livre du prédicateur », publié de façon posthume et réédité en 1888. Il botanise aussi à l'occasion. Épuisé, il finit par sacrer un coadjuteur, Isidore Colombert, le 25 juillet 1872.
Il meurt au séminaire de Saïgon, le 1er décembre 1873. Ses cendres ont été rapatriées en France après la guerre d'Indochine. Elles reposent aujourd'hui à la chapelle des Missions étrangères de Paris depuis 1983.

## Distinction
- Chevalier de la Légion d'honneur (16 octobre 1865)[9]

## LienS externeS
- Ressource relative à la religion :   - Catholic Hierarchy
- Notices dans des dictionnaires ou encyclopédies généralistes :   - Biographie vosgienne
  - Britannica
- Notices d'autorité :   - VIAF
  - IdRef
- Biographie (Archives des MEP)